# جي. لوف
جي. لوف (بالإنجليزية: G. Love)‏ هو مغني أمريكي، ولد في 3 أكتوبر 1972 في Society Hill ‏ في الولايات المتحدة.

## وصلات خارجية
- الموقع الرسمي
- جي. لوف على موقع IMDb (الإنجليزية)
- جي. لوف على موقع ميوزك برينز (الإنجليزية)
- جي. لوف على موقع أول ميوزيك (الإنجليزية)
- جي. لوف على موقع ديسكوغز (الإنجليزية)